# Zoran Novaković
Zoran Novaković (ur. 22 kwietnia 1960 w Dvorovi) – bośniacki strzelec specjalizujący się w trapie, olimpijczyk.
Novaković wystąpił na Letnich Igrzyskach Olimpijskich 2000, podczas których uplasował się na 23. pozycji w trapie (startowało 41 strzelców).
Wielokrotny uczestnik mistrzostw świata, mistrzostw Europy i Pucharu Świata. Zajął m.in. 15. miejsce na mistrzostwach świata w 2002 roku i 24. pozycję na mistrzostwach Europy w 2001 roku. Najwyższą pozycję w Pucharze Świata osiągnął w Belgradzie w 2005 roku, gdzie z łącznym wynikiem 141 pkt. (122+19) uplasował się na 6. lokacie. Do podium stracił wówczas trzy punkty.

## Wyniki

### Igrzyska olimpijskie
| Igrzyska    | Konkurencja | Wynik                     | Miejsce | Źródło |
| ----------- | ----------- | ------------------------- | ------- | ------ |
| Sydney 2000 | Trap        | 109 pkt. (20–22–21–21–25) | 23      | [ 1 ]  |